# Bolbro Kirke
Bolbro Kirke er en sognekirke i bydelen Bolbro i Odense. Den er opført i 1959-1961 af arkitektbrødrene Erik og Ebbe Lehn Petersen. 

## Eksterne kilder og henvisninger
- Wikimedia Commons har flere filer relateret til Bolbro Kirke
- Bolbro Kirke Arkiveret 31. januar 2011 hos  Wayback Machine hos nordenskirker.dk
- Bolbro Kirke hos KortTilKirken.dk
- Bolbro Kirke hos danmarkskirker.natmus.dk (Danmarks Kirker, Nationalmuseet)